# Kallioistenselkä
Kallioistenselkä är en del av sjökomplexet Mahnalanselkä - Kirkkojärvi i Finland. Den ligger i Tavastkyro i landskapet Birkaland, i den sydvästra delen av landet, 180 km nordväst om huvudstaden Helsingfors. Kallioistenselkä ligger 79 meter över havet. I omgivningarna runt Kallioistenselkä växer i huvudsak blandskog.